# Monserratt González (futbolista)
Monserratt Catalina González Flores (30 de octubre de 2003) es una futbolista chilena que juega como defensa. Actualmente defiende los colores de la Universidad de Chile del torneo femenino de ese país.

## Trayectoria
Hizo inferiores en Universidad de Chile, en el Torneo de Transición 2020 debuta en el primer equipo femenino destacando en su primeros partidos, jugó de Delantera a comienzos, pero con el correr de los partidos fue jugando de Lateral.
En 2021 fue titular indiscutida en la Copa Libertadores Femenina 2020 donde la "U" logra una histórica participación donde fue 4.º lugar, Caso contrario en la Copa Libertadores Femenina 2021 de todas formas fue titular en dicha copa.
En el torneo de Primera División Femenino fue parte del plantel que logró el 2.º título en la historia de la "U" femenina, donde anotó 2 goles dentro de la campaña.

## Selección nacional
Su primera nómina fue en la Selección Sub-17 de Chile, donde se estaban preparando para el Sudamericano de la categoría donde el torneo fue suspendido por la pandemia de COVID-19.
Fue parte de la Selección Sub-20 de Chile en el Sudamericano Sub-20 Femenino Chile 2022 donde fue titular en los 4 partidos del Grupo A donde jugó Chile.

## Clubes
| Club                 | País  | Año             |
| -------------------- | ----- | --------------- |
| Universidad de Chile | Chile | 2020 - Presente |

## Palmarés

### Títulos nacionales
| Título              | Club                 | País  | Año  |
| ------------------- | -------------------- | ----- | ---- |
| Campeonato Nacional | Universidad de Chile | Chile | 2021 |